# Rhinomuraena quaesita
Rhinomuraena quaesita, conosciuta comunemente come Murena a nastro, è un pesce d'acqua salata appartenente alla famiglia Muraenidae, sottofamiglia Muraeninae.

## Distribuzione e habitat
Abita le barriere coralline e le lagune degli atolli dell'Indo-Pacifico: particolarmente diffusa in Polinesia francese, Nuova Caledonia, Filippine, Indonesia, Giappone e Africa Orientale. 

## Descrizione
Il corpo, tipicamente anguilliforme, è tubolare e molto allungato. La testa è appuntita, la bocca ampia. Il mento è fornito di 3 piccoli barbigli. Le narici sono tubolari e terminano formando una curiosa escrescenza di forma fogliare. La pinna dorsale inizia poco dopo la testa e prosegue per tutto il corpo, fino alla coda. L'anale è più corta, ma anch'essa termina alla coda, sprovvista di pinna caudale.

La livrea giovanile è completamente nera, mentre il maschio presenta un fondo blu elettrico con mucca e pinne giallo vivo. La femmina presenta anche parte del dorso giallo. 

Raggiunge una lunghezza massima di 130 cm.

## Biologia
Animale prettamente notturno, di giorno si nasconde raggomitolata in piccoli anfratti, mentre di notte si sposta alla ricerca di prede oppure lascia sbucare la testa fuori dalla tana attendendo un piccolo pesce.

## Riproduzione
R. quaesita è un ermafrodita protandroma: i maschi cambiano sesso per diventare esemplari femminili a tutti gli effetti.

## Alimentazione
Si nutrono di piccoli pesci.

## Acquariofilia
Sono specie abbastanza diffuse negli acquari marini occidentali: sono tuttavia molto delicate e non adatte a principianti e in acquari di nuovo allestimento.